# Maladera rufofusca
Maladera rufofusca är en skalbaggsart som beskrevs av Shuhei Nomura 1974. Maladera rufofusca ingår i släktet Maladera och familjen Melolonthidae. Inga underarter finns listade i Catalogue of Life.